# Kościół św. Katarzyny i św. Małgorzaty w Wielkiej Łące
Kościół świętej Katarzyny i świętej Małgorzaty w Wielkiej Łące – rzymskokatolicki kościół parafialny należący do parafii pod tym samym wezwaniem (dekanat Kowalewo Pomorskie diecezji toruńskiej).
Jest to świątynia wzniesiona na przełomie XIII/XIV wieku. Data budowy 1442 i konsekracji 1494 rok odnosi się być może do budowy po zniszczeniach w czasie wojen z Zakonem Krzyżackim. Jeszcze w 1445 roku świątynia została wymieniona w spisie parafii planowanego synodu laickiego (wolności religijnej) diecezji.
W latach 1861–1863 kościół został przebudowany w stylu neogotyckim przez patronów (fundatorów) Ksawerego i Julię Działowskich będącymi szlachcicami. Podczas przebudowy powstało nowe neogotyckie wyposażenie w postaci ołtarza głównego i ołtarzy bocznych, ambona, chrzcielnica, stelle, ławki i pulpit, feretrony (obustronny obraz) oraz wiszący świecznik. Uroczystość poświęcenia świątyni uświetniło bicie dzwonu ufundowanego w 1862 roku. Świątynia została konsekrowana przez biskupa Jerzego Jeschkego w dniu 20 września 1863 roku. Kościół stał się mauzoleum rodziny Prawdzic-Działowskich. W 1930 roku powstał nowy prospekt organowy.
Świątynia nie została uszkodzona podczas działań wojennych, zaginęły natomiast ornaty, bielizna kościelna i dywany. Niemcy podczas okupacji zabrali jeden dzwon oraz księgi chrztów do 1876 roku, księgi małżeństw do 1932 roku i pogrzebów do 1878 roku.